# Isady (obwód riazański)
Isady (ros. Исады) – wieś (sieło) w Rosji, w obwodzie riazańskim, w rejonie spasskim. W 2010 liczyła 476 mieszkańców.